# Кэмпбелл, Джон, 1-й барон Кодор
Джон Кэмпбелл, 1-й барон Кодор (англ. John Campbell, 1st Baron Cawdor; 1753, Великобритания — 1 июня 1821, Бат, Сомерсет) — британский шотландский аристократ, член Палаты общин Великобритании в 1777—1796 годах и Палаты лордов в 1796—1821 годах, наиболее известный своей ролью в разгроме французского Фишгардского десанта в 1797 году.

## Биография
Сын шотландского дворянина Прайса Кэмпбелла, лорда-комиссара Адмиралтейства и лорда-комиссара Казначейства. Окончил Итонский колледж, в котором учился в 1763—1767 годах, а затем Клэр-колледж Кембриджского университета (1772). В 1768 году скончался его отец, а в 1777 году — дед, от которого Джон Кэмпбелл унаследовал несколько поместий в Пембрукшире и Нэрне и рудники в Кардиганшире; рудники и земли быстро сделали его богатым человеком. 
В том же 1777 году Джон Кэмпбелл стал членом Палаты Общин от Нэрна, а в 1780 году переизбрался от Кардиганшира. Суммарно заседал в палате Общин около 19 лет. В 1796 году Кэмпбелл получил титул барона Кодора из Кастлмартина в графстве Пембрукшир, после чего отказался от своего места в Палате общин в пользу места в Палате лордов. Параллельно, с 1780 году Джон Кэмпбелл также был губернатором портового города Милфорд-Хэйвен (современное население 13 тысяч жителей) в Пембрукшире. 
В 1783—1788 годах Кэмпбелл с некоторым опозданием совершил гранд-тур по Европе, посетил Италию, в том числе, Помпеи и Сицилию, где начал собирать антиквариат. Вернувшись в Англию, он основал музей в своём доме на Оксфорд-стрит, который был открыт для художников, скульпторов и искусствоведов. В 1794 году Кэмпбелл стал членом Королевского общества древностей, а в 1795 году — членом Королевского общества (аналог Академии наук). 
В 1797 году лорд Кодор находился в графстве Пембрукшир, где возглавлял Пембрукских йоменов (ополченцев). Когда в графстве высадился французский десант, лорд Кодор принял командование всеми британскими силами и принудил французов к капитуляции практически бескровно, после чего его популярность в Уэльсе значительно возросла, а Пембрукские йомены, в награду за свою роль в победе над французами, были переформированы в регулярный полк британской армии, в усечённом виде сохранившийся до сегодняшнего дня. 
В 1800 году лорд Кодор продал свою коллекцию антиквариата. Несколько предметов из коллекции купил архитектор сэр Джону Соун, и теперь их можно увидеть в доме-музее Джона Соуна в Лондоне. На вырученные деньги лорд Кодор в 1804 году приобрёл новые поместья. В 1808 году он стал мэром города Кармартена.
Лорд Кодор был женат с 28 июля 1789 года на леди Изабелле Кэролайн Говард, дочери Фредерика Говарда, 5-го графа Карлайла. В этом браке родилось двое детей:
- Джон Фредерик Кэмпбелл, 1-й граф Кодор (1790—1860).
- Контр-адмирал Джордж Прайс Кэмпбелл (1793—1858).

Лорд Ковдор умер 1 июня 1821 года в Бате и был похоронен в Батском аббатстве. 
Портрет лорда Кодора, выполненный Джошуа Рейнольдсом (1778) ныне хранится в замке Кодор; Национальная галерея Шотландии располагает миниатюрным портретом лорда Ковдора, выполненным художником  Ричардом Косвеем.
Шотландский аристократ, много времени проводивший в Лондоне, лорд Кодор в памяти потомков оказался неразрывно связан с Уэльсом, который он в своё время сумел защитить от вражеского вторжения. Предметы антиквариата, впервые привезённые в Британию лордом Кодором, сегодня украшают целый ряд музейных и частных собраний.